# Муси (Росія)
Муси (рос. Мусы) — село у Каргатському районі Новосибірської області Російської Федерації.
Входить до складу муніципального утворення Мусінська сільрада. Населення становить 325 осіб (2010).

## Історія
Згідно із законом від 2 червня 2004 року органом місцевого самоврядування є Мусінська сільрада.

## Населення
| 2002 | 2007 | 2010 |
| ---- | ---- | ---- |
| 447  | ↘403 | ↘325 |